# Cicerenella
Cicerenella (dal napoletano piccolo cece) è una canzone popolare napoletana scritta da autori ignoti nel XVIII secolo e diffusasi in epoca romantica. È una tarantella e nel corso dell'Ottocento fu diffusa con il titolo di Tarantella di Posillipo. La musica è caratterizzata dall'uso delle castagnette e dei tamburelli.
È stata reinterpretata da tutti i più grandi interpreti della canzone napoletana. Tra le più note, la versione di Roberto Murolo del 1963, contenuta nell'album Napoletana. Antologia cronologica della canzone partenopea - Secondo volume (dal 1700 al 1820), e quella più recente della Nuova Compagnia di Canto Popolare contenuta nell'album intitolato proprio Cicerenella del 1972 che usa vocalismi della lingua puteolana. Cicerenella è stata anche interpretata in chiave elettronica dall'ignoto cantante napoletano Liberato nell'album Liberato II del 2022.
La canzone, divenuta popolare anche in Abruzzo, con il titolo Cicirinella teneva teneva, in Molise e nel Basso Lazio grazie all'interpretazione di gruppi musicali locali, è considerata peculiare anche di queste regioni.